# Слоговое письмо
Слогово́е письмо́ (силлаби́ческое письмо́) (от греч. συλλαβή — «слог») — вид фонетической письменности, знаки которой обозначают отдельные слоги. Обычно символ в слоговом письме представляет собой факультативный согласный звук со следующим за ним гласным.
В среднем слоговые азбуки, которые также называют «силлабариями», насчитывают 80-120 символов.

## Языки и слоговое письмо

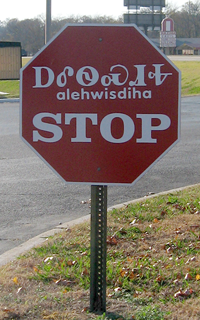
Знак с надписью слоговым письмом чероки в Оклахоме

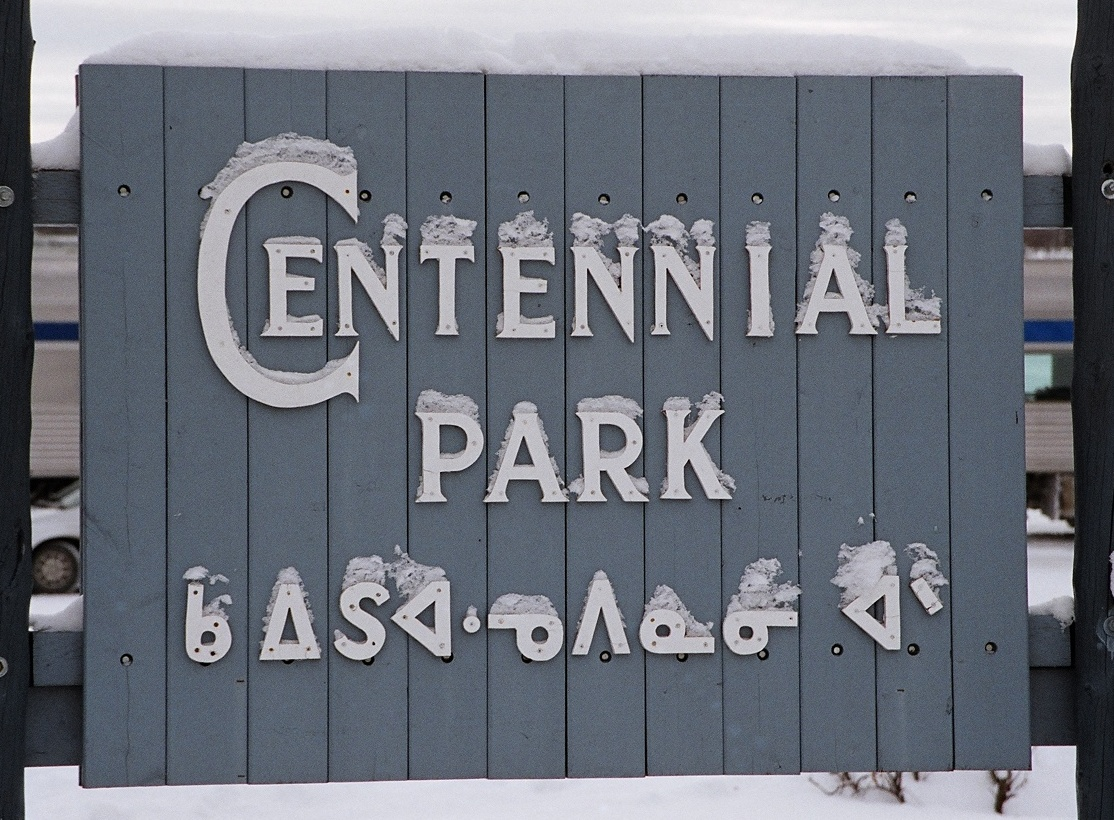
Надись канадским слоговым письмом

Слоговое письмо использовалось для записи микенского варианта греческого языка (линейное письмо Б), используется в настоящее время для записи языка чероки (письмо чероки), языка ваи, креольского языка ндьюка на основе английского (письменность афака), для записи языка и в Китае; к слоговым письменностям также относятся канадское слоговое письмо, письмо нюй-шу народа яо и древнефилиппинская письменность алибата. Кроме того, во многом слоговыми являются логографическое письмо для записи китайского языка, письменность майя и клинопись. Иногда языки, записываемые при помощи слоговых письменностей, называют «логосиллабическими».
Японский язык использует сразу два вида слогового письма, которые называются «кана», а именно — катакана и хирагана (появились около 700 года н. э.). Хирагана применяется для написания слов и исконных грамматических элементов японского языка, наряду с иероглифическим письмом кандзи. Катакана используется для написания заимствований и иностранных имён собственных. Например, слово hotel пишется в три каны — ホテル [хо-тэ-ру]. Так как в японском имеется большое количество слогов модели согласный + гласный, то слоговое письмо является наиболее подходящим данному языку. Как во многих вариантах слогового письма, идущие следом гласные и конечные согласные обозначаются отдельными знаками. Так, оба слова атта и каита пишутся в три каны: あった [а-т-та] и かいた [ка-и-та], поэтому его часто называют «моровой» системой письменности.

## Различия между абугидой и слоговой азбукой
Вид алфавита, используемый для записи, например, индийских и эфиосемитских языков носит название «абугида» или «альфасиллабарий». Иногда его путают со слоговой азбукой. В отличие от слоговой азбуки, все слоги, в абугидах начинающиеся с одинаковых согласных, основаны на одном и том же символе, а для выражения отдельного слога требуется более одного символа. В XIX веке подобные системы называли «силлабариями» — термином, сохранившимся в названии «силлабарий канадских аборигенов», который по сути является абугидой. В настоящей слоговой азбуке отсутствует систематическая внешняя схожесть между фонетически связанными символами (хотя в некоторых системах имеется графическая схожесть у гласных). То есть, например, символы для выражения ka, ko и ke не имеют ни единого сходства относительно наличия общего k. Для сравнения, в абугиде каждая графема обычно представляет собой один слог, а символы, выражающие связанные звуки, схожи внешне (обычно общий согласный имеет относительно стабильные указатели для выражения гласного звука в слоге). Например, в абугиде деванагари слоги ke, ka и ko выражаются символами के, का и को соответственно, с क для общего k.